# سریباردی
سریباردی (به لاتین: Sreebardi) یک منطقهٔ مسکونی در بنگلادش است که در ناحیه شیرپور واقع شده‌است. سریباردی ۲۷۰٫۳۴ کیلومتر مربع مساحت و ۲۲۸٬۱۹۴ نفر جمعیت دارد.